# Roodkuifkardinaal
De roodkuifkardinaal (Paroaria coronata) is een zangvogel uit de familie van de Thraupidae.

## Kenmerken
De kop, kuif, keel en de spits toelopende borstvlek zijn rood. De donkergrijze nek, waaromheen zich een witte band bevindt, is getekend met witte vlekjes. De bovenzijde is leigrijs, de onderzijde grijswit en de staart bijna zwart. De lengte bedraagt 18 cm.

## Verspreiding en leefgebied
Deze soort komt voor in het zuidoosten van Zuid-Amerika, met name van Bolivia tot centraal Argentinië, Uruguay, Paraguay en zuidoostelijk Brazilië.

## In populaire cultuur
Pedro in de film Rio is een roodkuifkardinaal.